# Carl Swenson
Carl Swenson (ur. 20 kwietnia 1970 w Corvallis) – amerykański biegacz narciarski, zawodnik klubu The Factory Team.

## Kariera
W Pucharze Świata Carl Swenson zadebiutował 19 marca 1994 roku w Thunder Bay, zajmując 46. miejsce na dystansie 50 km techniką dowolną. Pierwsze pucharowe punkty zdobył blisko siedem lat później - 14 stycznia 2001 roku w Soldier Hollow, gdzie był siedemnasty w sprincie stylem dowolnym. W klasyfikacji generalnej najlepiej wypadł w sezonie 2003/2004, który ukończył na 64. miejscu. Kilkakrotnie startował na igrzyskach olimpijskich, najlepsze wyniki osiągając w 2002 roku, kiedy zajął 29. miejsce w sprincie stylem dowolnym oraz piąte w sztafecie podczas igrzysk w Salt Lake City. Wielokrotnie brał także udział w mistrzostwach świata, zajmując między innymi piąte miejsce na dystansie 50 km techniką dowolną na rozgrywanych w 2003 roku MŚ w Val di Fiemme. Swenson startował także w zawodach cyklu FIS Marathon Cup, gdzie wywalczył jedno podium - 23 lutego 2002 roku był trzeci w American Birkebeiner. W zawodach tych wyprzedzili go jedynie Włoch Maurizio Pozzi oraz Francuz Stéphane Passeron. W 2007 roku zakończył karierę.

## Osiągnięcia

### Igrzyska olimpijskie
| Miejsce | Dzień     | Rok  | Miejscowość    | Konkurencja           | Czas biegu  | Strata      | Zwycięzca             |
| ------- | --------- | ---- | -------------- | --------------------- | ----------- | ----------- | --------------------- |
| 45.     | 14 lutego | 1994 | Lillehammer    | 30 km stylem dowolnym | 1:12:26,4 h | +9:42,2 min | Thomas Alsgaard       |
| 56.     | 9 lutego  | 2002 | Salt Lake City | 30 km stylem dowolnym | 1:11:31,0 h | +9:46,3 min | Christian Hoffmann    |
| 5.      | 17 lutego | 2002 | Salt Lake City | Sztafeta 4 × 10 km    | 1:32:45,5 h | +1:20,0 min | Norwegia              |
| 29.     | 19 lutego | 2002 | Salt Lake City | Sprint st. dowolnym   | 2:56.9 min  | -           | Tor Arne Hetland      |
| 39.     | 12 lutego | 2006 | Turyn          | 2 × 15 km łączony     | 1:17:00,8 h | +4:07,2 min | Jewgienij Diemientjew |
| 12.     | 19 lutego | 2006 | Turyn          | Sztafeta 4 × 10 km    | 1:43:45.7 h | +4:58,5 min | Włochy                |
| DNF     | 26 lutego | 2006 | Turyn          | 50 km st. dowolnym    | 2:06:11.8 h | -           | Giorgio Di Centa      |

### Mistrzostwa świata
| Miejsce | Dzień     | Rok  | Miejscowość   | Konkurencja            | Czas biegu  | Strata       | Zwycięzca           |
| ------- | --------- | ---- | ------------- | ---------------------- | ----------- | ------------ | ------------------- |
| 41.     | 19 marca  | 1995 | Thunder Bay   | 50 km stylem dowolnym  | 1:56:36,0 h | +10:46,3 min | Silvio Fauner       |
| 64.     | 21 lutego | 1997 | Trondheim     | 30 km stylem dowolnym  | 1:06:28,2 h | +6:59,4 min  | Aleksiej Prokurorow |
| 15.     | 28 lutego | 1997 | Trondheim     | Sztafeta 4 × 10 km     | 1:37:06,1 h | +9:14,4 min  | Norwegia            |
| 24.     | 21 lutego | 2001 | Lahti         | Sprint stylem dowolnym | 3:14,1 min  | -            | Tor Arne Hetland    |
| 13.     | 22 lutego | 2001 | Lahti         | Sztafeta 4 × 10 km     | 1:36:42.5 h | +7:01,3 min  | Norwegia            |
| 21.     | 25 lutego | 2001 | Lahti         | 50 km stylem dowolnym  | 2:05:27,2 h | +8:37,1 min  | Johann Mühlegg      |
| 11.     | 23 lutego | 2003 | Val di Fiemme | 2 × 10 km łączony      | 47:42,3 min | +5,0 s       | Per Elofsson        |
| 12.     | 25 lutego | 2003 | Val di Fiemme | Sztafeta 4 × 10 km     | 1:31:56,4 h | +2:56,8 min  | Norwegia            |
| 38.     | 26 lutego | 2003 | Val di Fiemme | Sprint stylem dowolnym | 3:12.1 min  | +1.4 s       | Thobias Fredriksson |
| 5.      | 1 marca   | 2003 | Val di Fiemme | 50 km stylem dowolnym  | 1:54:25.3 h | +1:23.9 min  | Martin Koukal       |
| DNF     | 20 lutego | 2005 | Oberstdorf    | 2 × 15 km łączony      | 1:19:20.5 h | -            | Vincent Vittoz      |

### Puchar Świata

#### Miejsca w klasyfikacji generalnej
- sezon 2000/2001: 96.
- sezon 2001/2002: 66.
- sezon 2002/2003: 134.
- sezon 2003/2004: 64.
- sezon 2004/2005: 149.
- sezon 2005/2006: 78.

#### Miejsca na podium
Swenson nigdy nie stał na podium indywidualnych zawodów Pucharu Świata.

### FIS Marathon Cup

#### Miejsca w klasyfikacji generalnej
- sezon 2001/2002: 19.
- sezon 2003/2004: 23.

#### Miejsca na podium
| Nr | Dzień     | Rok  | Zawody               | Dystans               | Czas biegu | Strata  | Pozycja | Zwycięzca      |
| -- | --------- | ---- | -------------------- | --------------------- | ---------- | ------- | ------- | -------------- |
| 1. | 23 lutego | 2002 | American Birkebeiner | 52 km stylem dowolnym | 1:57:09,2  | +47,4 s | 3.      | Maurizio Pozzi |